# Oliver von Dohnányi
Oliver von Dohnányi (* 2. März 1955 in Trenčín) ist ein slowakischer Dirigent, Musikdirektor und ehemaliger Intendant der Staatsoper Prag.

## Leben und Wirken
Oliver von Dohnányi erhielt zunächst Klavier- und Geigenunterricht. Später studierte er Dirigieren an der Akademie der musischen Künste Prag bei Václav Neumann und Alois Klíma und setzte seine Studien an der Hochschule für Musik und Darstellende Kunst Wien bei Otmar Suitner fort. Außerdem absolvierte er Meisterkurse bei Arvīds Jansons, Igor Markevitch und Franco Ferrara. Er gewann den Premio Respighi in Italien und war Finalist bei der Hungarian television conducting competition (1983) und beim Talich-Wettbewerb des Prager Frühlings (1985).
Im Jahr 1979 wurde er Dirigent des Radio Sinfonieorchester Bratislava. Anschließend war er von 1986 bis 1991 als Musikdirektor des Slowakischen Nationaltheaters tätig und unternahm mit dem Ensemble Konzertreisen nach Deutschland, Holland, Ungarn, Russland und China. Er verantwortete an diesem Theater mehrere Neu-Produktionen wie Tosca, Il Barbiere di Siviglia, Rigoletto, Fürst Igor und La Sonnambula. Mit der Oper Faust gastierte das Ensemble in Ungarn, Israel und Großbritannien und erhielt auf dem Edinburgh Festival einen Spezcial-Preis für Musik. Parallel dazu wirkte er außerdem als Dirigent der Slowakischen Philharmonie und des Kammerorchesters Cappella Istropolitana, mit er auch in Deutschland, Österreich und Holland sowie beim Bologna Festival konzertierte.
Von 1993 bis 2007 wirkte er als Musikdirektor am Nationaltheater Prag, wo er unter anderem die Opern La Bohème, Tosca, Aida, La Traviata, Norma, Don Pasquale, Die Zauberflöte, Roméo et Juliette, Libuše sowie das Ballett Cinderella dirigierte. Mit den Opern Don Giovanni und Le Nozze di Figaro absolvierte er Gastspiele in Japan. Er arbeitete in dieser Zeit außerdem intensiv mit dem Tschechischen Nationalen Symphonieorchester Prag zusammen, mit dem er mehrere Monate in Japan auf Tournee war.
Im Jahr 2010 wurde Dohnányi zum Intendanten der Staatsoper Prag ernannt, trat aber bereits ein halbes Jahr später wieder von diesem Amt zurück, was mit der damaligen schwierigen finanziellen Lage des Opernhauses begründet wurde.
Dohnányi war von 2004 bis 2007 sowie von 2011 bis 2015 Chefdirigent der Slowakischen Sinfonietta Žilina, 2014 wurde er Chefdirigent der Oper Pilsen und war 2014 bis 2019 Chefdirigent der Ural Oper in Jekaterinburg, wo er seither weiterhin als Gastdirigent wirkt. Zudem wirkte er weltweit als Gastdirigent an renommierten Opern- und Konzerthäusern.
Aufnahmen erfolgten bei Naxos, Lyra, Opus, Audiophon, Panton, Supraphon, Marco Polo, Verga und Novalis sowie für Rundfunk und Fernsehen (u. a. Mezzo TV und Duna TV).

### Weitere Opernproduktionen
Dohnányi übernahm an der English National Opera unter anderem 1997 die musikalische Leitung der Oper Falstaff sowie die Einstudierung von Boitos Mefistofele (1999) und Norma (2012). Eine intensive Zusammenarbeit erfolgte auch mit dem Orchester Opera North in Leeds mit den Musikproduktionen der Opern Carmen, La Gioconda und Hamlet. Dabei wurde Die Verkaufte Braut als „Beste Opernproduktion des Jahres in Großbritannien“ nominiert. Beim Wexford Festival in Irland gastierte er mit der Komischen Oper Der Widerspenstigen Zähmung von Hermann Goetz. Außerdem trat er unter anderem beim Edinburgh Festival, beim Aldeburgh Festival und beim Bologna-Festival auf.
Gastdirigate führten ihn unter anderem an folgende Opernhäuser: Wiener Staatsoper, Bayerische Staatsoper, Staatsoper Stuttgart, Bolschoi-Theater, Ungarische Staatsoper, Königlichen Oper Kopenhagen, Teatro Comunale di Bologna, Teatro San Carlo, Teatro Colón, Opernhaus Zürich, Opernhaus Basel, Mährisch-Schlesisches Nationaltheater, Opernhaus Osaka, NBR New Zealand Opera, Baltimore Opera Company,  Staatstheater Karlsruhe, Nationaltheater Mannheim, Nationaltheater Weimar und Staatstheater Kassel.

### Gastdirigate Orchester
Dohnányi arbeitete weltweit mit renommierten Orchestern zusammen, darunter zum Beispiel: Royal Liverpool Philharmonic Orchestra, Sankt Petersburger Philharmoniker, Orquesta Filarmónica de Buenos Aires, Tschechische Philharmonie, Tschechisches Nationales Orchester, Staatsphilharmonie Brunn, Zagreber Philharmonie, Ungarische Staatsphilharmonie, Rundfunkorchester Zagreb, English Chamber Orchestra, London Mozart Players, Dublin Philharmonic Orchestra, BBC Belfast- sowie BBC Glasgow Orchestra, Chicago Sinfonietta, Rundfunk-Sinfonieorchester Saarbrücken, Rundfunk-Sinfonieorchester Lugano, RSO Basel und Yomiuri-Nippon-Sinfonieorchester.

## Auszeichnungen (Auswahl)
- 2011: Golden Europea der European Union of Arts[11]
- 2011: Europäischer Gustav-Mahler-Preis der European Union of Arts[12]